# Arild Stavrum
Arild Stavrum (Kristiansund, 16 aprile 1972) è un allenatore di calcio ed ex calciatore norvegese, di ruolo attaccante.

## Biografia
È il figlio di Ole Stavrum e il fratello di Ole Erik Stavrum.

## Carriera

### Giocatore

#### Club
Stavrum iniziò la carriera nel Clausenengen. Fu poi acquistato dal Brann ed in seguito dal Molde. Proprio al Molde, assieme a Ole Gunnar Solskjær e Ole Bjørn Sundgot, formò il tridente che fu soprannominato tre S-ene (in italiano, le tre S). Giocò una stagione allo Stabæk, prima di passare agli svedesi dell'Helsingborg. Sotto la guida di Åge Hareide, divenne (primo straniero a riuscire nell'impresa) capocannoniere della Allsvenskan 1998. L'anno successivo, passò agli scozzesi dell'Aberdeen.
Nella prima stagione, segnò 12 reti in 32 apparizioni. In quella successiva, fu capocannoniere della squadra con 17 gol. Pur essendo popolare tra i tifosi, lasciò la squadra per via di una clausola inserita sul suo contratto che prevedeva la partenza del norvegese in cambio del pagamento di una clausola rescissoria. Passò allora ai turchi del Beşiktaş. Fu una sorpresa amara per i tifosi dell'Aberdeen, perché videro una foto del calciatore con la nuova maglia prima che il trasferimento fosse ufficializzato. L'avventura con il Beşiktaş, però, durò un solo anno. Dopo una breve esperienza al Magonza, tornò al Molde. Chiuse la carriera nel 2004.

#### Nazionale
Stavrum giocò 2 partite per la Norvegia.

### Allenatore
Stavrum, al termine della sua carriera da calciatore, diventò allenatore. Nel 2005 fu infatti nominato tecnico del Bærum. Dopo aver raggiunto una posizione rispettabile in classifica, fu chiamato a ricoprire lo stesso ruolo al Molde, che però retrocesse al termine della Tippeligaen 2006.
Stavrum fu allora esonerato e, a dicembre 2007, accettò un contratto biennale offertogli dallo Skeid.
Nel 2008, debuttò come scrittore pubblicando la novella 31 år på gress.

## Palmarès

### Giocatore

#### Competizioni nazionali
- Coppa di Norvegia: 1

Molde: 1994
- Campionato svedese: 1

Helsingborg: 1999
- Coppa di Svezia: 1

Helsingborg: 1998